# Мышанка (река)
Мыша́нка (бел. Мыша́нка, Міша) — река в Брестской области Беларуси, правый приток Щары (бассейн Немана).

## Описание
Длина реки 109 км. Площадь бассейна реки 930 км². Среднегодовой расход воды в устье составляет 4,9 м³/с. Средний наклон водной поверхности 0,7 ‰.
Замерзает в середине декабря, ледоход в середине марта. Долина преимущественно трапециевидная, шириной 500—800 м. Пойма двухсторонняя, местами заболоченная, шириной 400—600 м. Русло от деревни Огородники до деревни Новая Мышь (16 км) канализировано, на остальном протяжении сильно извилистое; ширина его 10-12 м, в нижнем течении местами до 40 м.

## Гидрография
Начинается на южных склонах Новогрудской возвышенности у деревни Буйневичи Барановичского района. Высота истока над уровнем моря — более 196,1 м. Протекает через водохранилище Мышанка на территории города Барановичи. Протекает по Барановичской равнине, впадает в Щару в 1 км к югу от деревни Селец Ивацевичского района.
Основные притоки — Мутвица (левый) и Молотовка (правый); принимает сток из мелиоративных каналов.

## Интересные факты
- Белорусский поэт Ян Чечот обращался к образу этой реки в своей балладе «Мышанка»[4].